# Federico Crescenti
Federico Leandro Crescenti (* 13. Juli 2004 in Dornbirn, Österreich) ist ein Schweizer Fussballspieler.

## Karriere

### Verein
Crescenti begann seine Karriere beim FC Rheineck. Zur Saison 2017/18 wechselte er in die Jugend des FC St. Gallen. Zur Saison 2020/21 wechselte der Stürmer nach Österreich in die Akademie des FC Red Bull Salzburg, bei dem er einen bis Mai 2023 laufenden Vertrag erhielt.
Nach einem Jahr in der Akademie rückte er zur Saison 2021/22 in das Kader des Farmteams FC Liefering. Sein Debüt für Liefering in der 2. Liga gab er im Juli 2021, als er am ersten Spieltag jener Saison gegen die Kapfenberger SV in der 89. Minute für Elias Havel eingewechselt wurde. Bei Liefering konnte er sich aber nie durchsetzen, in den folgenden zweieinhalb Jahren kam er nur zu 20 Zweitligaeinsätzen.
Im Februar 2024 wurde er auf Kooperationsbasis innerhalb der 2. Liga an Schwarz-Weiß Bregenz verliehen. Für Bregenz kam er bis Saisonende zu elf Zweitligaeinsätzen, in denen er dreimal traf. Zur Saison 2024/25 wurde er nach Liechtenstein an den in der Schweizer Challenge League spielenden FC Vaduz weiterverliehen. Für Vaduz kam er zu sechs Einsätzen in der Challenge League. Im Januar 2025 wurde die Leihe vorzeitig beendet und Crescenti an den Drittligisten FC Rapperswil-Jona weiterverliehen. Für Rapperswil kam er während der Leihe dreimal in der Promotion League zum Zug.

### Nationalmannschaft
Crescenti spielte im April 2019 erstmals für eine Schweizer Jugendnationalauswahl. Im September 2019 debütierte er gegen Österreich für die U-17-Mannschaft.